# Municipio de Robinson (Míchigan)
El municipio de Robinson (en inglés: Robinson Township) es un municipio ubicado en el condado de Ottawa en el estado estadounidense de Míchigan. En el año 2010 tenía una población de 6084 habitantes y una densidad poblacional de 59,43 personas por km².

## Geografía
El municipio de Robinson se encuentra ubicado en las coordenadas 42°59′42″N 86°5′35″O / 42.99500, -86.09306. Según la Oficina del Censo de los Estados Unidos, el municipio tiene una superficie total de 102.38 km², de la cual 99.64 km² corresponden a tierra firme y (2.68%) 2.74 km² es agua.

## Demografía
Según el censo de 2010, había 6084 personas residiendo en el municipio de Robinson. La densidad de población era de 59,43 hab./km². De los 6084 habitantes, el municipio de Robinson estaba compuesto por el 95.4% blancos, el 0.25% eran afroamericanos, el 0.61% eran amerindios, el 0.59% eran asiáticos, el 0.02% eran isleños del Pacífico, el 1.64% eran de otras razas y el 1.5% pertenecían a dos o más razas. Del total de la población el 5.54% eran hispanos o latinos de cualquier raza.